# Педро Гама Фильо
Педро Гама Фильо (порт. Pedro Gama Filho, род. 18 июня) — бразильский спортивный функционер, президент конфедерации борьбы Бразилии (c 2004 года), президент всемирного комитета пляжной борьбы (с 2014 года), постоянный член бюро объединённого мира борьбы (с 2014 года).

## Биография
Родился 18 июня.
Его отцом был Педро Гама Фильо старший (полное имя порт. Pedro Ernesto Prado Ferreira da Gama, умер в 2004 году), один из главных подвижников спортивной борьбы в Бразилии. 12 августа 2020 года именем профессора Педро Гама Фильо была названа одна из площадей Рио-де-Жанейро.

### Карьера спортивного функционера
- В 2004 году сменил своего умершего отца на посту главы конфедерации ассоциаций борьбы Бразилии[5].
- В 2008 году был избран главой конфедерации ассоциаций борьбы Бразилии[5].
- 25 марта 2012 года был избран вице-президентом COSLA (конфедерации ассоциаций борьбы Южной Америки)[6]
- 4 декабря 2012 года был переизбран главой конфедерации ассоциаций борьбы Бразилии на второй срок[5][7].
- 16 февраля 2013 года был выбран кооптированным членом бюро FILA (Международной федерацией объединённых стилей борьбы), предшественника объединённого мира борьбы[8].
- 7 сентября 2014 года был избран постоянным членом бюро объединённого мира борьбы[9][10][11].
- 20 октября 2014 года был назначен президентом всемирного комитета пляжной борьбы[12].
- В 2015 году конфедерация ассоциаций борьбы Бразилии была переименована в конфедерацию борьбы Бразилии[13].
- 6 декабря 2016 года был переизбран президентом конфедерации борьбы Бразилии на третий срок[5].
- 7 декабря 2020 года, в связи с истечением максимально допустимого третьего срока, вместо Педро Гама Фильо на пост президента конфедерации борьбы Бразилии должен был быть избран другой человек[14].